# 暗夜極道
《暗夜極道》是一款由Team6 Game Studios開發的開放世界動作冒險遊戲和第三人稱射擊遊戲。